# Pavia Foot Ball Club 1929-1930
Questa voce raccoglie le informazioni riguardanti il Pavia Foot Ball Club nelle competizioni ufficiali della stagione 1929-1930.

## Stagione
Nella stagione 1929-1930 la squadra pavese ottiene una tranquilla salvezza con 26 punti in classifica.

## Rosa
| N. |                   | Ruolo | Calciatore          |
| -- | ----------------- | ----- | ------------------- |
|    | Italia (bandiera) | C     | Paolo Amadesi       |
|    | Italia (bandiera) | C     | Tiziano Ballarin    |
|    | Italia (bandiera) | D     | Luigi Baratelli     |
|    | Italia (bandiera) | A     | Gino Bellotti       |
|    | Italia (bandiera) | D     | Carlo Boschetti     |
|    | Italia (bandiera) | D     | Carlo Calzati       |
|    | Italia (bandiera) | P     | Luigi Calzati       |
|    | Italia (bandiera) | C     | Giuseppe Casiraghi  |
|    | Italia (bandiera) | A     | Costantino Castoldi |
|    | Italia (bandiera) | P     | Mario Curti         |
|    | Italia (bandiera) | D     | Domenico Filipponi  |
|    | Italia (bandiera) | A     | Mario Gabri         |
|    | Italia (bandiera) | A     | Giordano Galli      |

| N. |                   | Ruolo | Calciatore       |
| -- | ----------------- | ----- | ---------------- |
|    | Italia (bandiera) | A     | Alfredo Gazzola  |
|    | Italia (bandiera) | P     | Carlo Lucchini   |
|    | Italia (bandiera) | D     | Mario Migliorini |
|    | Italia (bandiera) | A     | Mario Paniati    |
|    | Italia (bandiera) | C     | Guglielmo Polini |
|    | Italia (bandiera) | D     | Piero Ragaglia   |
|    | Italia (bandiera) | C     | Edoardo Ratti    |
|    | Italia (bandiera) | C     | Giuseppe Santà   |
|    | Italia (bandiera) | C     | Luigi Scappini   |
|    | Italia (bandiera) | C     | Giuseppe Segagni |
|    | Italia (bandiera) | A     | Armando Seglie   |
|    | Italia (bandiera) | C     | Giordano Zanotti |